# Microtus brachycercus
Microtus brachycercus és una espècie de mamífer rosegador de la família dels cricètids. És endèmic del sud d'Itàlia. Ocupa la majoria d'hàbitats terrestres, a banda de l'alta muntanya, els boscos espessos i les zones molt sorrenques, rocoses o humides. És una espècie en risc mínim, és a dir, no sembla que hi hagi cap amenaça significativa per a la seva supervivència. El seu nom específic, brachycercus, significa ‘cuacurt’ en llatí.